# Egon Friedell
Egon Friedell (Viena, 21 de janeiro de 1878 — Viena, 16 de março de 1938) foi um proeminente filósofo austríaco, historiador, jornalista, ator e crítico de teatro. Friedell foi descrito como um polímata.